# 正广和洋行大楼
31°14′15″N 121°29′06″E / 31.23758°N 121.48490°E
正广和洋行大楼，位于上海市黄浦区福州路44号，现为中国邮政集团公司上海市机要通信局，建于1937年，由公和洋行营造。

## 历史
1864年，英國商人史密斯在上海英租界创立广和洋行，主要經營洋酒和汽水。同是英國商人考尔伯克和麦克利格兩人在1882年加盟洋行，但史密斯不久後停止合作關係，另外開設老广和洋行；考尔伯克和麦克利格便把广和洋行易名為正广和洋行，以示與史密斯的老广和洋行区分，並取意自「正本清源、广泛流通、和颜悦色」。正廣和汽水廠設於提籃橋茂海路（今海門路）。
1937年，正广和洋行在福州路44号建设上海总部大楼，其与正广和大班住宅同属英国乡村式别墅建筑。正广和洋行大楼具有红瓦陡坡屋面，具有哥特式锯齿平面状建筑风貌的清水红砖烟囱。
1994年，该建筑被上海市公布为上海市第二批优秀历史建筑。2004年2月16日，该建筑被公布为黄浦区不可移动文物。同日，该建筑也被公布为上海市第一批登记不可移动文物。在第三次全国文物普查中，该建筑也被列为不可移动文物。

## 图片

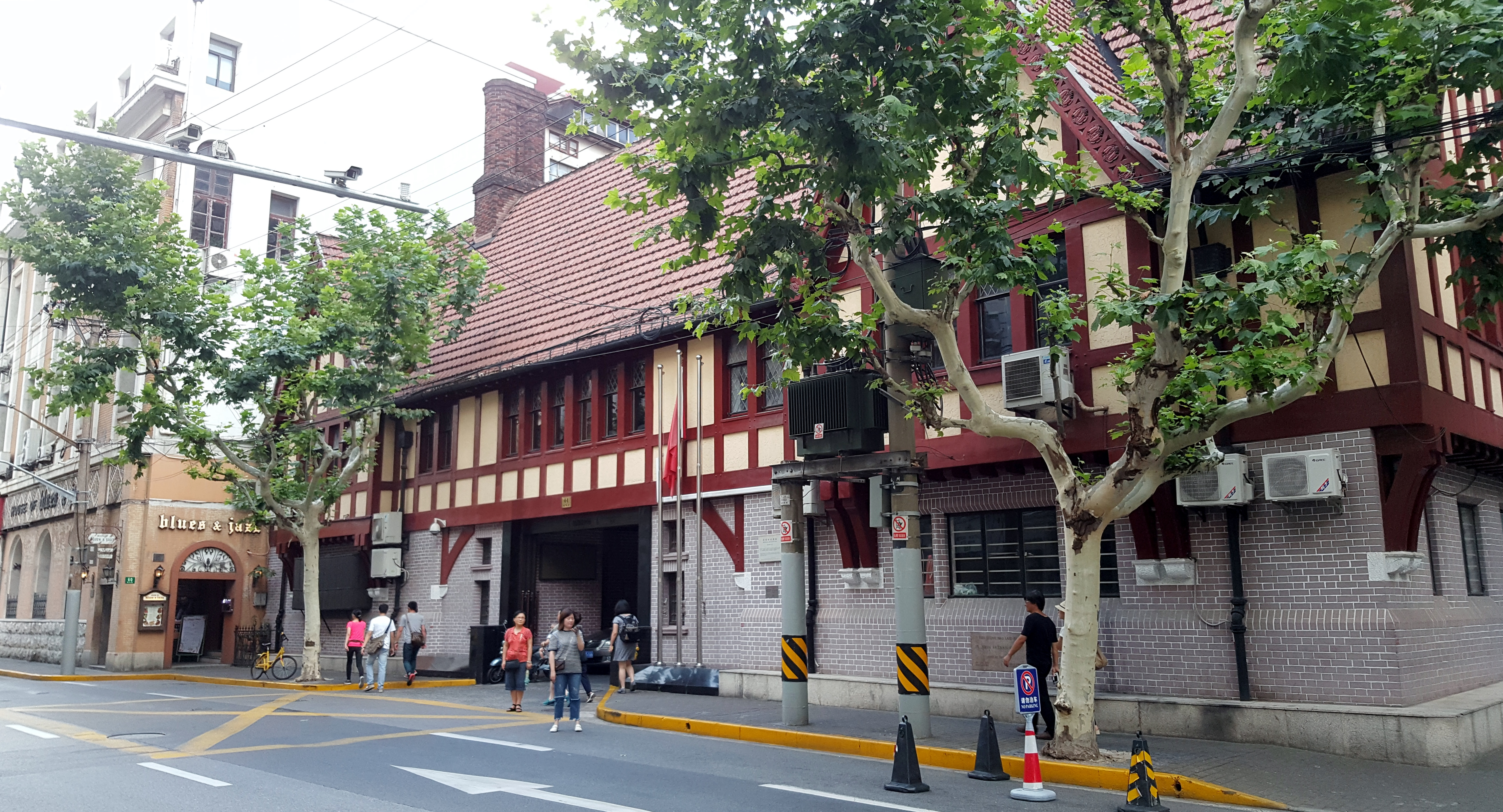
建筑侧视图
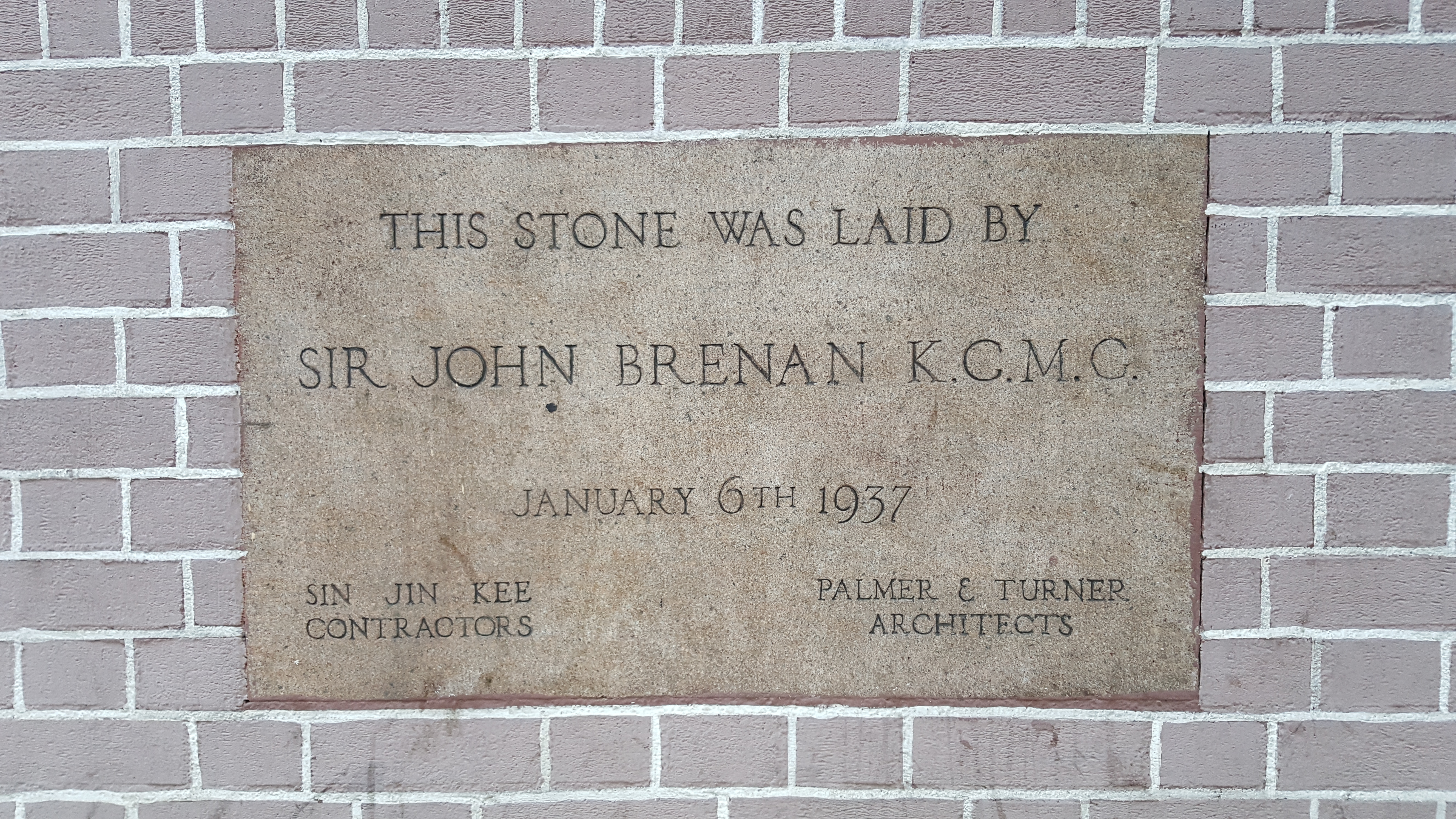
奠基石，由璧约翰所设